# 2014年9月逝世人物列表
2014年逝世人物列表：1月 - 2月 - 3月 - 4月 - 5月 - 6月 - 7月 - 8月 - 9月 - 10月 - 11月 - 12月
2014年9月逝世人物列表，是用于汇总2014年9月期间逝世人物的列表。

## 依日期排序

### 30日
- 家弓家正（日語：家弓 家正），81岁，日本演员及声优[1]
- 鹽田武史（日語：塩田 武史），69歲，日本攝影師，死於心肌梗死[2]
- 莫勒維·伊夫提哈爾·海珊·安薩里，72歲，印度克什米爾神職人員，政治人物和商人[3]
- 埃里克·漢森（丹麥語：Erik Hansen），74歲，丹麥愛斯基摩艇奧運冠軍[4]
- JP·奧克萊爾（法語：JP Auclair），37歲，加拿大自由式滑雪選手，遇上雪崩而死[5]
- 傑麗·莫克（Jerrie Mock），88歲，美國飛行員，首位完成环球飞行的女性[6]
- 希拉·崔西（Sheila Tracy），80歲，英國廣播員和音樂家[7]
- 任润厚，57岁，山西省副省长（2011年 - 2014年），因“严重违法违纪”接受调查，期间因癌症死亡，[8]
- 李荻生，76歲，前北京市政協副主席，病逝[9]

### 29日
- 辰野登惠子（日語：辰野 登恵子），64歲，日本畫家，多摩美術大學教授，死於肺癌[10]
- 米格尔·博耶尔（西班牙語：Miguel Boyer），75歲，法國出生的西班牙經濟學家和政治家，前經濟財政大臣，肺栓塞[11]
- 伊夫·馬爾謝索（法語：Yves Marchesseau），62歲，法國電視名人，死於食道癌[12]
- 路易斯·西澤（西班牙語：Luis Nishizawa），96歲，日本裔西班牙畫家[13]
- 萊恩·斯蒂芬森（Len Stephenson），84歲，英格蘭足球運動員[14]
- 休·多爾蒂（Hugh Doherty），93歲，愛爾蘭足球運動員（凯尔特人）[15]
- 穆罕默德·裘斯（Mohammad Ghouse），83歲，印度板球裁判[16]
- 斯坦·蒙特斯（Stan Monteith），85歲，美國作家和電台主持人[17]
- 喬治·舒巴（George Shuba），89歲，美國棒球運動員[18]
- 劉樹來，年齡不詳，中國运动创伤专家，廣州恆大足球俱樂部球隊醫生、前中國男子和女子國家足球球隊醫生，和朋友聚餐時突然病逝[19]
- 卡洛·庫里斯（義大利語：Carlo Curis），90歲，意大利羅馬天主教主教和外交官[20]
- 理查·迪克森（Richard Dickerson），77歲，美國政治人物，前加利福尼亚州众议院議員及雷丁市長[21]
- 索菲亞·殷（Sophia Yin），48歲，美國獸醫和動物行為學家，上吊自殺身亡[22]

### 28日
- 丹尼·阿布斯（Dannie Abse），91歲，英國醫生和詩人[23]
- 佩特·斯考馬爾（捷克語：Petr Skoumal），76歲，捷克音樂家和作曲家[24]
- 尼古拉·科爾內亞努（羅馬尼亞語：Nicolae Corneanu），90歲，羅馬尼亞東正教主教，前巴納特主教[24]
- 阮加根，55歲，浙江閏土股份有限公司董事長[25]

### 27日
- 張賢亮，78歲，中國作家。[26]
- 加比·阿吉翁（法語：Gaby Aghion），93歲，法國時裝設計師，品牌蔻依創辦人。[27]
- 尤吉·福斯特（Eugie Foster），42歲，美國科幻小說作家，死於呼吸衰竭。[28]
- 泰勒·哈德威克（Taylor Hardwick），89歲，美國建築師，死於癌症。[29]
- 阿卜杜爾馬吉德·拉哈勒（阿拉伯語：عبد المجيد لكحل），74歲，突尼斯戲劇導演和演員。[30]
- 讓-雅克·波韋爾（法語：Jean-Jacques Pauvert），88歲，法國出版商人。[31]
- 詹姆斯·塔福肯（James Traficant），73歲，美國政治人物，前美國眾議院俄亥俄州第十七國會選區代表議員。[32]
- 邁克爾·斯科特-章斯（Michael Scott-Joynt），71歲，英國聖公會主教，前斯塔福德主教（英语：Bishop of Stafford）與聖公會溫徹斯特教區主教。[33]
- 熊文愈，99岁，林学家、森林生态学家和竹类研究专家，中国竹类研究所的倡导者，中国竹林培育科学创始人[34]。
- Creeky, 本名克里克莫爾，98歲，美國表演小丑。2012年健力士世界紀錄承認95歲的「Creeky」為世界最老表演小丑。心臟病併發症。 [35]

### 26日
- 信樂峻麿（日语：信楽峻麿），88歲，日本佛教學者，前龍谷大學校長。[36]
- 香川伸行（日語：香川 伸行），52歲，日本棒球運動員及教練（福岡軟銀鷹）。[37]
- 山姆·霍爾（Sam Hall），93歲，美國電視編劇。[38]
- 毛丰美，66歲，辽宁省丹东凤城市大梨树村原党委书记，连续5届全国人大代表，被誉为“中国农民代言人” [39]

### 25日
- TENN，本名森脇隆宏（日語：森脇 隆宏），35歲，日本男子演唱组合ET-KING（日语：ET-KING）成员，前日本流行音乐女子组合SPEED成员上原多香子丈夫，自殺身亡。[40]
- 托比·鮑爾丁（Toby Balding），78歲，在美國出生的英國賽馬訓練師。[41]
- 烏爾里希·茨烏巴（法語：Ulrick Chérubin），70歲，加拿大政治人物。[42]
- 加萊·萊索（匈牙利語：Gallai Rezső），110歲，匈牙利超級人瑞，歐洲最長壽的男人。[43]
- 蘇萊伊曼·蒂希奇，62歲，波斯尼亞政治人物。[44]
- 費舍爾·約瑟夫·菲舍爾（德語：Walter Josef Fischer），64歲，德國塗鴉藝術家，被火車撞死。[45]
- 雅克·亞拉，64歲，愛沙尼亞蘇維埃歌手。[46]
- 斯蒂芬·賽克斯（Stephen Sykes），75歲，英國聖公會主教。[47]
- 多萝西·泰勒（Dorothy Tyler-Odam），94歲，英國跳遠運動員。[48]

### 24日
- 鄒玉梅，57歲，國民黨籍苗栗市長參選人，前苗栗市市長，車禍身亡。[49]
- 黛博拉·卡文迪什，德文郡公爵夫人（Deborah Cavendish, Dowager Duchess of Devonshire），94歲，英國公爵夫人。[50]
- 克利斯朵夫·霍格伍德（Christopher Hogwood），73歲，英國指揮家。[51]
- 馬迪斯·克爾，84歲，愛沙尼亞作家，物理學家和哲學家。[52]
- 格雷格·麥基（Greg Mackey），52歲，澳洲橄欖球聯盟球員。[53]
- 阿布巴卡爾·謝卡烏（阿拉伯語：دار التوحيد），44歲，恐怖組織博科聖地領導人，被尼日利亞軍隊打死。[54]（死亡報導日期）
- 卡爾·米勒（Karl Miller），83歲，英國文學編輯。[55]
- 阿布·優素福·阿勒-圖爾基（Abu Yusuf Al-Turki），34歲，敘利亞恐怖分子，救世陣線指揮官。[56]（死亡報導日期）
- 卡爾洛塔·池田（日語：カルロッタ池田）, 本名池田早苗（日語：池田 早苗），73歲，日本舞蹈家，死於肝癌。[57]
- 邵恩新，90歲，台灣政治人物，曾任臺北縣縣長、臺北市市長，病逝。[58]

### 23日
- A·W·戴維斯（A. W. Davis），71歲，美國籃球運動員及教練。[59]
- 亨里克·格克里（波蘭語：Henryk Glücklich），69歲，波蘭高速公路電單車手。[60]
- 吉爾斯·拉圖利（法語：Gilles Latulippe），77歲，加拿大喜劇演員和劇院經理人，死於肺癌。[61]
- 羅德尼·米爾蓋特（Rodney Milgate），80歲，澳洲畫家、劇作家與新聞廣播員。[62]
- 加布里埃爾·戈麥斯·米歇爾（西班牙語：Gabriel Gómez Michel），49歲，墨西哥政治人物，前墨西哥眾議院議員。[63]（屍體發現日期）
- 唐·馬努基安（Don Manoukian），80歲，美國美式足球運動員（奥克兰突袭者）。[64]
- 克雷西米爾·斯普茨，84歲，南斯拉夫出生的作曲家和指揮家。[65]
- 約翰·唐納（John Toner），91歲，美國美式足球教練和體育管理者。[66]
- 宮澤光子（日語：宮澤 光子），65歲，日本著名女演員宮澤理惠的生母兼經理人，死於肝病。[67]

### 22日
- 費爾南多·卡布里塔（波蘭語：Fernando Cabrita），91歲，葡萄牙足球運動員和經理人。[68]
- 弗洛爾·范·諾本（法語：Flor Van Noppen），58歲，比利時政治人物。[69]
- 亞歷克塞·澤范蘭傑斯（俄語：Алексей Червоненкис），76歲，俄羅斯數學家（VC理論）。[70]
- 萨哈娜·普拉丹，87歲，尼泊爾政治人物，死於腦出血。[71]
- 漢斯·E·沃爾曼（瑞典語：Hans E. Wallman），78歲，瑞典娛樂場所高管、作曲家、電影導演和製片人，騎馬事故。[72]
- 斯基普·E·羅威（Skip E. Lowe），85歲，美國脫口秀主持人，死於肺氣腫。[73]
- 艾瑞克·范·得（荷蘭語：Erik van der Wurff），69歲，荷蘭鋼琴家和作曲家。[74]

### 21日
- 琳達·格里菲思（Linda Griffiths），60歲，加拿大女演員和劇作家，死於乳腺癌。[75]
- 謝爾頓·帕廷金（Sheldon Patinkin），79歲，美國戲劇導演。[76]
- 邁克爾·哈拉里（希伯來語：מייק הררי），87歲，以色列情報官員。[77]
- 考德威尔·琼斯（Caldwell Jones），64歲，美國籃球運動員及教練。[78]
- 約瑟夫·普拉斯基特（Joseph Plaskett），96歲，加拿大畫家。[79]
- 揚·維爾納（波蘭語：Jan Werner），68歲，波蘭短跑名將，1976年奧運會銀牌得主。[80]

### 20日
- 楊偉光，79歲，中国中央电视台原台長（1991－1999年）。[81]
- 平野邦雄（日语：平野邦雄），91歲，日本史學家、東京女子大學名譽教授，死於肺炎。[82]
- 阿納托利·別列佐沃伊（俄語：Анатолий Березовой），72歲，前蘇聯太空人。[83]
- 波莉·伯根（Polly Bergen），84歲，美國女歌手及演員（《绝望的主妇》）。[84]
- 文斯·卡拉漢（Vince Callahan），82歲，美國政治人物，前弗吉尼亞州眾議院議員，西尼羅河病毒。[85]
- 皮諾·切拉米（義大利語：Pino Cerami），92歲，意大利出生的比利時單車運動員。[86]
- 羅伯·比羅納斯（Rob Bironas），36歲，美國美式足球運動員（田纳西泰坦），死於交通意外。[87]
- 侏儒埃里克（Eric the Midget），39歲，美國侏儒症患者。[88]
- 喬治·斯魯依澤（德語：George Sluizer），82歲，德國電影導演。[89]
- J·加利福尼亞·庫柏（J. California Cooper），82歲，美國劇作家。[90]
- 小川和佑（日語：小川 和佑），84歲，日本文學批評家及近代文學研究者。死於胃癌。[91]
- 拉蒙·羅哈斯（西班牙語：Ramón Rojas），35歲，智利定點跳傘運動員，死於訓練事故。[92]
- 土井多賀子（日語：土井 多賀子），85歲，日本社會民主黨前總裁，日本眾議院第一位女性議長。死於肺炎。[93]

### 19日
- 弗朗西斯科·費利西亞諾（Francisco Feliciano），73歲，菲律賓作曲家和指揮家。[94]
- 阿夫拉姆·赫夫納（希伯來語：אברהם הפנר），79歲，以色列導演。[95]
- 伊萊恩·李（Elaine Lee），75歲，南非出生的澳洲女演員。[96]
- U·瑞尼瓦斯，45歲，印度曼陀林樂手。[97]
- 伊恩·麥考密克（Iain MacCormick），74歲，蘇格蘭政治人物。[98]
- 松井道夫（日語：松井 道夫），107歲，日本律師、法官及政治人物，前日本參議院議員。[99]
- 萬一賓, 73歲, 中國四川著名畫家, 病逝.[100]

### 18日
- 肯尼·惠勒（Kenny Wheeler），84歲，加拿大爵士小號手。[101]
- 普勝清治（日語：普勝 清治），81歲，日本商人， 前全日本空輸社長。[102]
- 喬治·拉德萬斯基（George Radwanski），84歲，加拿大爵士小號手。[103]
- 奧列格·伊凡諾夫斯基（俄语：Ивановский, Олег Генрихович），92歲，俄羅斯太空船設計師。[104]
- 宇澤弘文（日語：宇沢 弘文），86歲，日本經濟學家，曾參與隅谷調查團。[105]
- 菲利普·奥古斯特·斐迪南（Philippe Auguste Ferdinand），70歲，萨克森-科堡-哥达王子

### 17日
- 張瑞，中共軍隊将领、中共建政少將，因病医治无效，在北京逝世，年105岁。[106]。
- 關菁，前香港无线电视甘草演员，63岁，死於心脏病发。[107]
- 喬治·漢密爾頓四世（George Hamilton IV），77歲，美國鄉村音樂歌手，死於心肌梗塞的併發症。[108]
- 安德烈·胡辛（烏克蘭語：Андрій Гусін），41歲，烏克蘭足球運動員（基輔迪納摩、萨马拉苏维埃之翼、國家隊）和教練，死於交通意外。[109]
- 羅娜·托馬斯（Lorna Thomas），96歲，澳大利亞板球運動員和經理人。[110]（死亡公佈日期）
- 奇娜·索里利亞（西班牙語：China Zorrilla），92歲，烏拉圭女演員，死於肺炎。[111]
- 森裕司（日語：森 裕司），60歲，日本動物行為學家，東京大學大學院教授。[112]
- 高軒，73歲，中國大陸企業家，前中華人民共和國中央人民政府副主席高崗長子，死於肺癌。[113][114]
- 周予生，58岁，许昌学院教学质量监控与评估处处长，教授。[115]

### 16日
- 阿爾夫·伊瓦爾·薩繆爾森（挪威語：Alf Ivar Samuelsen），72歲，挪威政治家，死於交通意外。[116]
- 達雷爾·澤維林（Darrell Zwerling），86歲，美國性格演員（《唐人街》、《魔羯星一號》）。[117]（死亡公佈日期）
- 巴斯特·瓊斯（Buster Jones），71歲，美國配音員。[118]
- 渡邊梅（日語：渡辺 うめ），107歲，日本農民人形作家。[119]
- 野別隆俊（日語：野別 隆俊），87歲，日本政治人物，前日本參議院議員，呼吸困難而死。[120]
- 若秩父高明（日語：若秩父 高明），75歲，日本大相撲力士。[121]

### 15日
- 于尔克·舒比格（英語：Jürg Schubiger），77歲，瑞士裔德国作家。[122]
- 羅傑·布羅姆奎斯特（瑞典語：Roger Blomquist），57歲，瑞典體育記者（瑞典電視台）。[123]
- 波斯特·巴哈杜爾·博加蒂，62歲，尼泊爾政治人物，死於腦出血心肺復甦。[124]
- 伊扎克·赫菲（希伯來語：יצחק חופי），87歲，以色列將領，前以色列情報及特殊使命局領袖。[125]
- 本格特·薩爾廷（英语：Bengt Saltin），79歲，瑞典生理學家。[126]
- 中西敏夫（日語：中西 敏夫），78歲，日本藥劑師。[127]
- 櫻庭伸幸（日語：桜庭 伸幸），68歲，日本音樂家。[128]
- 泰德·貝利兹科（英语：Ted Belytschko），71歲，美國機械工程師。[129]
- 小托馬斯·黑爾·博格斯（Thomas Hale Boggs, Jr.），73歲，美國律師、說客與政治人物，死於心肌梗死。[130]
- 尤金·I·戈登（英语：Eugene I. Gordon），84歲，美國物理學家。[131]
- 韋恩·特夫斯（英语：Wayne Tefs），67歲，加拿大作家。[132]
- 陳瑞光，26歲，台灣太陽花學運期間的外電翻譯組組長，死於車禍[133]。

### 14日
- 伊西多羅·阿爾瓦雷斯（西班牙語：Isidoro Álvarez），79歲，西班牙商人，前英格列斯百貨行政總裁。[134]
- 湯尼·奧特（Tony Auth），72歲，美國普立茲獎獲獎漫畫家，死於癌症。[135]
- 布魯諾·卡斯塔涅拉（葡萄牙語：Bruno Castanheira），37歲，葡萄牙單車賽車手。[136]
- 賽夫汀·查特赫萊（Saifuddin Choudhury），62歲，印度政治人物，前印度共產黨（馬克思主義）領導人。[137]
- 米羅斯拉夫·赫林卡（捷克語：Miroslav Hlinka），42歲，斯洛伐克冰球運動員，上吊自殺身亡。[138]
- 井原高忠（日語：井原 高忠），85歲，日本電視編導及製作人。[139]
- 貝倫斯（Behrens），20歲，美國純種賽馬。[140]
- 古斯塔沃·安德烈斯·德意志（西班牙語：Gustavo Andrés Deutsch），78歲，捷克出生的阿根廷商人，死於空難。[141]
- 彼得·古特里奇（Peter Gutteridge），53歲，紐西蘭歌手和結他手。[142]（死亡公佈日期）
- 鮑里斯·希米切夫（俄語：Борис Хи́мичев），81歲，俄羅斯演員。[143]
- 安格斯·倫尼（Angus Lennie），84歲，蘇格蘭電影和電視演員（《異世奇人》）。[144]
- 蔡斯·N·彼得森（Chase N. Peterson），美國醫生及學者，前猶他大學校長。[145]
- 佩特·普利荷達（捷克語：Petr Příhoda），75歲，捷克公關。[146]
- 尼古拉·羅曼諾維奇（俄語：Николай Романов），91歲，法國出生的罗曼诺夫王朝俄羅斯沙皇皇位的皇位請求者。[147]
- 馬景華，83歲，香港商人，先施有限公司主席，Joyce Boutique創辦人。[148]

### 13日
- 張建東，67歲，香港特許會計師、行政會議前成員、機場管理局前主席、前立法局及市政局議員，因血癌逝世。[149]
- 米蘭·加歷，76歲，塞爾維亞足球運動員（南斯拉夫国家足球队）。[150]
- 薛利·賴利·摩爾（Shelley Riley Moore），88歲，美國政治人物，前西弗吉尼亞州第一夫人。[151]
- 弗蘭克·托雷（Frank Torre），82歲，美國棒球運動員。[152]
- 班傑明·阿德昆勒（Benjamin Adekunle），78歲，尼日利亞軍隊領袖。[153]
- 海倫·菲拉斯基（Helen Filarski），90歲，美國棒球運動員。[154]
- 孔令晟，96歲，中華民國海軍陸戰隊司令、行政院內政部警政署署長。[155][156]
- 黄继甫, 91歲, 前中國空军学院政治部主任, 空军学院系主任. 病逝.[157]

### 12日
- 周巍峙，98岁，中国文联名誉主席，音乐家，《中国人民志愿军战歌》曲作者[158]。
- 曹永和，94歲，台灣歷史學者，中央研究院院士，研究台灣荷西殖民時期與提出「臺灣島史觀」等而著名，多重器官衰竭。[159]
- 伊恩·佩斯利（Ian Paisley），88歲，北愛爾蘭政治家，前民主統一黨黨魁、前下議院和北愛爾蘭議會議員。[160]
- 約翰·巴登（John Bardon），75歲，英國演員（《东区人》）。[161]
- 阿提夫·穆罕默德·奧貝德（阿拉伯語：عاطف محمد عبيد），82歲，埃及政治人物，前埃及總理。[162]
- 薩拉·埃爾·邁赫迪（阿拉伯語：صالح المهدي），89歲，突尼斯音樂家和作曲家。[163]
- 西奧多·J·弗利克（Theodore J. Flicker），84歲，美國作家和電視、電影導演。[164]
- 喬·山波（Joe Sample），75歲，美國爵士樂音樂家。[165]
- 亨里克·合夫（丹麥語：Henrik Have），68歲，丹麥藝術家和作家。[166]
- 約翰·古斯塔夫森（英语：John Gustafson (musician)）（John Gustafson），72歲，英國歌手和貝斯手，搖滾樂團羅西音樂的前成員。[167]

### 11日
- 安托萬·杜默（法語：Antoine Duhamel），89歲，法國作曲家及指揮家。[168]
- 約阿希姆·富克斯貝格爾（德語：Joachim Fuchsberger），87歲，德國演員、電視節目主持人和作詞人。[169]
- 科西莫·馬塔薩（Cosimo Matassa），88歲，美國錄音師和錄音室老闆。[170]
- 鮑伯·克魯（Bob Crewe），82歲，美國音樂家和唱片製作人。[171]
- 唐納德·辛登爵士（Sir Donald Sinden），90歲，英國演員（《豺狼的日子》）。[172]

### 10日
- 埃米略·博坦（西班牙語：Emilio Botín），79歲，西班牙金融家（桑坦德銀行）。[173]
- 安東尼奧·加列度（葡萄牙語：António Garrido），81歲，葡萄牙足球裁判。[174]
- 理察·基路（英语：Richard Kiel），74歲，美國演員。[175]
- 坂井義則，69歲，日本體操運動員，1964年夏季奥林匹克运动会主火炬點燃者，死於腦出血。[176]
- 喬金·維斯拉夫斯基，73歲，塞爾維亞足球運動員（游擊隊）和經理人（庫拉戰士）。[177]
- 卡羅伊·山多爾（匈牙利語：Károly Sándor），85歲，匈牙利足球運動員。[178]
- 保羅·K·塞巴斯基（Paul K. Sybrowsky），70歲，美國商人，前南弗吉尼亚大学（英语：Southern Virginia University）校長。[179]
- 久米豐（日語：久米 豊），93歲，日本企業家，曾任日產汽車總經理。[180]

### 9日
- 汤一介，87歲，北京大學哲學系教授、學者。[181]
- 蒙特塞拉特·阿韋略-索勒（西班牙語：Montserrat Abelló i Soler），96歲，西班牙詩人與翻譯家。[182]
- 格雷厄姆·喬伊斯（Graham Joyce），59歲，英國投機性幻想作家，死於癌症。[183]
- 佐爾特·凱兹迪-高華斯（匈牙利語：Zsolt Kézdi-Kovács），78歲，匈牙利電影導演。[184]
- 鮑伯·蘇特（Bob Suter），57歲，美國冰球運動員。[185]
- 菲羅扎·貝古姆，84歲，孟加拉國歌手。[186]
- 豪威爾·埃文斯（Howell Evans），86歲，威爾士演員。[187]
- 安東寧·圖查司基（捷克語：Antonín Tučapský），86歲，捷克出生的英國作曲家。[188]
- 大衛·懷特（David Whyte），43歲，英國足球運動員（查尔顿）。[189]
- 翟乃社，58歲，中國內地資深演員。[190]

### 8日
- S·楚特·凱西（S. Truett Cathy），93歲，美國餐館老闆。[191]
- 巴比·方（Bobby Fong），64歲，美國學者，前尤西纽斯学院院長。[192]
- 瑪格達·奧利維羅（義大利語：Magda Olivero），104歲，意大利歌劇女高音。[193]
- 杰拉爾德·威爾遜（Gerald Wilson），96歲，美國爵士樂音樂家，死於肺炎。[194]
- 喬治·朱伐英（George Zuverink），90歲，美國棒球運動員，死於髖部骨折的併發症。[195]
- 张彭慧，60岁，中国内蒙古自治区呼和浩特市政协主席（2008年1月-2013年），割腕自杀身亡[196]。
- 马尔文·巴恩斯（Marvin Barnes），62歲，美國職業籃球運動員。[197]
- 哈利·埃文斯（Harry Evans），68歲，澳洲公務員。[198]（死亡發現日期）

### 7日
- 黄祖洽，89岁，中国理论物理学家、核物理学家，中国科学院院士。[199]
- 權梨世（韓語：권리세），23歲，日籍韓國女歌手，女子組合Ladies' Code成員，交通意外傷重不治[200][201]
- 川島正行（日語：川島 正行），66歲，日本練馬師、騎師。[202]
- 李剛，43歲，中國河南省鄭州市面食快餐品牌“全城吃麵”餐饮老闆，死於骨癌。[203]
- 尼古拉·阿達梅茨，30歲，白俄羅斯足球運動員，死於腦出血。[204]
- 傑克·科斯特（Jack Cristil），88歲，美國電台體育廣播主持人，死於腎臟疾病和癌症的併發症。[205]
- 吉姆·多賓（Jim Dobbin），73歲，英國前海伍德和米德爾選區代表議員。[206]
- 范妮·戈丁（荷蘭語：Fanny Godin），112歲，比利時女人瑞[207]
- 勞爾·M·岡薩雷斯（Raul M. Gonzalez），83歲，菲律賓政治人物，死於多重器官衰竭。[208]
- 李香蘭，本名山口淑子（日語：山口 淑子），94歲，中國出生的日本演員及歌手、日本參議院議員（1974年－1992年）。死於心臟衰竭[209]。

### 6日
- 西里洛·弗洛里斯（Cirilo Flores），66歲，美國羅馬天主教主教，前天主教圣迭戈教区主教，死於前列腺癌。[210]
- 基拉·兹沃雷金娜（俄語：Кира Алексеевна），94歲，蘇聯出生的白俄羅斯棋手。[211]
- 阿恩·亞孟森（挪威語：Arne Amundsen），62歲，挪威足球運動員（利勒斯特罗姆）。[212]
- 奧德·邦德維克（挪威語：Odd Bondevik），73歲，挪威神學家。[213]
- 莫莉·格林（Molly Glynn），46歲，美國女演員（《芝加哥烈焰》），被倒下的樹壓死。[214]
- 賽斯·馬丁（Seth Martin），81歲，加拿大冰球運動員（聖路易斯藍調）。[215]

### 5日
- 卡雷爾·切爾尼（捷克語：Karel Černý），92歲，捷克藝術總監和製作設計師。[216]
- 榮·慕洛克（Ron Mulock），84歲，澳洲政治人物，前新南威爾斯州副州長（英语：Deputy Premier of New South Wales）。[217]
- 艾歐因·揚恩（Eoin Young），75歲，紐西蘭汽車記者。[218]
- 西蒙尼·巴特爾（Simone Battle），25歲，美國女歌手，女子組合G.R.L.成員，自殺身亡。[219]
- 肯·里德（Ken Reed），72歲，加拿大加式足球聯賽運動員，死於交通意外。[220]
- 諾埃爾·亨納斯（Noel Hinners），78歲，美國科學家，前美國航空航天局首席科學家（英语：NASA Chief Scientist），死於腦腫瘤。[221]
- 沃爾夫哈特·潘能伯格（德語：Wolfhart Pannenberg），85歲，德國神學家。[222]

### 4日
- 多納塔斯·巴尼奧尼斯（義大利語：Donatas Banionis），90歲，立陶宛演員。[223]
- 古斯塔沃·切拉蒂（西班牙語：Gustavo Cerati），55歲，阿根廷歌手與音樂人，呼吸驟停而死。[224]
- 哈比卜·瓦里·穆罕穆德（英语：Habib Wali Mohammad），93歲，巴基斯坦加扎勒歌手。[225]
- 瓊·里弗斯（Joan Rivers），81歲，美國女演員和喜劇演員，呼吸心跳驟停而死。[226]
- 五月一朗（日语：五月一朗），95歲，日本浪曲師，前日本浪曲協會（日语：日本浪曲協会）會長。[227]
- 克萊爾·卡斯卡特（Clare Cathcart），48歲，北愛爾蘭女演員（《呼叫助产士》）。[228]
- 弗洛德茲米爾斯·科通斯基（波蘭語：Włodzimierz Kotoński），89歲，波蘭作曲家。[229]
- 羅伊·倫納德（Roy Leonard），83歲，美國電台主持人，死於食道感染。[230]
- 霍普頓·劉易斯（Hopeton Lewis），66歲，牙買加歌手。[231]
- 密斯切夫（Mizchif），38歲，津巴布韋說唱歌手。[232]
- 布魯斯·莫頓（Bruce Morton），83歲，美國電視記者（CBS新聞、CNN）。[233]

### 3日
- 高恩妃（韓語：고은비），21歲，韓國女歌手，女子組合Ladies' Code成員，交通意外傷重不治。[234]
- 安德魯·凱（英语：Andrew Kay），95歲，美國商人。[235]
- 馬克·奧特韋（英语：Mark Otway），82歲，紐西蘭網球選手。[236]（死亡發現日期）
- A·P·文卡特斯瓦蘭（英语：A. P. Venkateswaran）84歲，印度外交官。[237]
- 阿爾諾·拉尼寧（芬蘭語：Aarno Raninen），70歲，芬蘭演員、作曲家和音樂家，死於住宅火災。[238]

### 2日
- 龍剛，79歲，香港導演。[239]
- 蘇南成，78歲，曾任臺南市市長、高雄市市長，後任國民大會代表、議長，中风昏迷数月后逝世。[240]
- 諾曼·戈登（英语：Norman Gordon），103歲，南非板球對抗賽球員。[241]
- 史蒂芬·喬爾·索特洛夫（英語：Steven Joel Sotloff），31歲，美國記者（《時代雜誌》），遭ISIL斬首。[242]（死亡公布日期）
- 安東尼斯·瓦爾迪（英语：Antonis Vardis），66歲，希臘作曲家和歌手。[243]
- 上甲正典（日語：上甲 正典），67歲，日本高中棒球教練。死於膽道癌。[244]
- 彼得·卡特（Peter Carter），57歲，英國外交官，前駐愛沙尼亞領事及尼日利亞副高級專員。[245]
- 曹克明，81岁，中共江苏省纪委书记（1987年7月-2001年9月）[246]。

### 1日
- 馬克·吉爾（Mark Gil），52歲，菲律賓演員，死於肝硬化。[247]
- 瑪雅·拉奧（英语：Maya Rao），86歲，印度卡塔克（英语：Kathak）舞者，心臟驟停而死。[248]
- 劉紹爐，65歲，台灣舞者，光環舞集創辦人，死於腦瘤。[249]
- 加德弗萊·約翰（德語：Gottfried John），72歲，德國演員（《新鐵金剛之金眼睛》）。[250]
- 姆澤·考空華（Mzee Kaukungwa），94歲，納米比亞政治人物。[251]
- A·J·蘭古思（A. J. Langguth），81歲，美國歷史學家和記者。[252]
- 巴拉·添巴（英语：Bala Tampoe），92歲，斯里蘭卡律師和工會會員。[253]
- 穆克塔爾·阿里·祖貝爾（英语：Moktar Ali Zubeyr），37歲，索馬里武裝分子，前索马里青年党埃米爾。[254]
- 大衛·安德利（英語：David Anderle），77歲，美國唱片監製，死於癌症。[255]
- 瑪麗·T·克拉克（英語：Mary T. Clark），100歲，美國學者和公民權利倡導者。[256]
- 唐尼·漢弗萊（英語：Donnie Humphrey），53歲，美國美式足球運動員（綠灣包裝工）。[257]
- 羅傑斯·麥基（英語：Rogers McKee），87歲，美國籃球運動員（費城費城人）。[258]
- 查理·鮑威爾（英語：Charlie Powell），82歲，美國美式足球運動員（舊金山49人、奥克兰突袭者）及拳手。[259]
- 塞爾吉奧·羅德里格斯（葡萄牙語：Sérgio Rodrigues），86歲，巴西建築師和設計師。[260]
- 艾蕾娜·瓦爾齊（義大利語：Elena Varzi），87歲，意大利女演員。[261]
- 程雨民，88岁，复旦大学外国语言文学学院教授。[262]